# 弘一法师舍利塔 (泉州)
24°56′51″N 118°35′57″E / 24.94750°N 118.59917°E
弘一法师舍利塔位于中国福建省泉州市丰泽区清源山上，1983年被列为泉州市文物保护单位，1991年被列为福建省文物保护单位。
弘一法师俗名李叔同，1918年于杭州虎跑定慧寺剃度出家，1942年10月13日泉州温陵养老院圆寂。其舍利分葬于圆寂处和杭州定慧寺。1952年将前者迁至清源山并建塔供奉，文化大革命中被毁，1979年重建。石室平面呈正方形，边长5米，高15米，重檐，上为六角攒尖顶。舍利塔在石室中央，由六角平式底座、六角须弥座式塔身和覆钵式塔顶组成。